# Polona Frelih
Polona Frelih (ur. 3 września 1970 w Lublanie) – jugosłowiańska, a następnie słoweńska tenisistka stołowa, olimpijka z Barcelony (1992), dwukrotna medalistka igrzysk śródziemnomorskich.
W 1992 roku wzięła udział w igrzyskach olimpijskich w Barcelonie. Wystąpiła w grze pojedynczej – w rundzie eliminacyjnej przegrała pojedynki ze Szwedką Lottą Erlman (0:2) i Koreanką Hyun Jung-hwa (0:2), pokonała natomiast Tunezyjkę Feizę Ben Aïssę (2:0). Nie awansowała do dalszej części rywalizacji i została sklasyfikowana na 33. miejscu.
W 1987 roku zdobyła dwa medale igrzysk śródziemnomorskich (srebrny w grze podwójnej i brązowy w grze mieszanej).